# Eva García Sáenz de Urturi
Eva García Sáenz de Urturi (Vitoria-Gasteiz, 20 agosto 1972) è una scrittrice spagnola.

## Biografia
Laureata in ottica e optometria, ha lavorato nel settore ottico per dieci anni. In seguito ha lavorato all'Università di Alicante.
Appassionata di letteratura, si è documentata per tre anni per scrivere il suo primo romanzo, pubblicato nel 2012: La saga de los longevos I: La vieja familia, un romanzo diventato un fenomeno letterario dal momento della sua pubblicazione e tradotto in lingua inglese (The Immortal Collection) per i mercati statunitense, britannico e australiano.
Nel 2014 pubblica il secondo libro della Saga dei longevi, Los hijos de Adán, e il romanzo Pasaje a Tahití, entrambi ben accolti.
Nel 2016 ha pubblicato Il silenzio della città bianca, un giallo ambientato nella sua città natale che ha per protagonista il profiler Unai López de Ayala soprannominato "Kraken". Per scrivere questo romanzo, ha contattato un'accademia di polizia, dove ha seguito due corsi di ispezione oculare tecnica e sviluppo delle impronte digitali. A questo romanzo hanno fatto seguito I riti dell'acqua (2017) e I signori del tempo (2018), sempre con lo stesso protagonista. I tre romanzi costituiscono La trilogia della Città Bianca, che l'hanno resa una della scrittrici di maggior successo di vendita in Spagna.
Nel 2019 da Il silenzio della città bianca è stata tratta una trasposizione cinematografica, per la regia di Daniel Calparsoro, con protagonisti Belén Rueda e Javier Rey.
Nel 2020 ha vinto il Premio Planeta con il giallo storico Aquitania incentrato sulla figura di Eleonora d'Aquitania e tradotto in quattordici lingue.
Nel 2022 ha pubblicato un quarto romanzo con protagonista Kraken, El libro negros de las horas e nel 2023 il suo seguito El àngel de la ciudad, ambientato a Venezia.
Cura la rubrica The Bookhunter per la rivista letteraria Zenda-XL Semanal e collabora con altre pubblicazioni tra cui El Cultural, Qué Leer, El País, El Mundo, ABC, Woman, Telva e con diverse emittenti radiofoniche sudamericane.

## Opere
La saga dei longevi
- La vieja familia (La Esfera de los Libros, 2012)
- Los hijos de Adán (autopubblicato, 2014)

Trilogia della Città Bianca
- Il silenzio della città bianca (El silencio de la ciudad blanca, Planeta, 2016), Milano, Piemme, 2020 traduzione di Paola Olivieri, ISBN 978-88-566-7745-4
- I riti dell'acqua (Los ritos del agua, Planeta,  2017), Milano, Piemme,  2020 traduzione di Paola Olivieri, ISBN 978-88-566-7529-0
- I signori del tempo (Los señores del tiempo, Planeta, 2018), Milano, Piemme,  2022 traduzione di Paola Olivieri, ISBN 978-88-566-8320-2

Serie Kraken
- El libro negro de las horas (Planeta, 2022), ISBN 978-84-082-6964-9
- El ángel de la ciudad (Planeta, 2023), ISBN 978-84-082-7042-3

Altre opere
- Pasaje a Tahití (Espasa, 2014)
- Aquitania (Planeta, 2020), Milano, Piemme, 2021 traduzione di Manuela Cusimano, ISBN 978-88-566-8287-8

## Premi e riconoscimenti
- Premio "SER di Álava" 2017 (Cadena SER)[5]
- Premio Planeta 2020 per Aquitania[4]